# Laval-en-Brie
Laval-en-Brie är en kommun i departementet Seine-et-Marne i regionen Île-de-France i norra Frankrike. Kommunen ligger i kantonen Montereau-Fault-Yonne som tillhör arrondissementet Provins. År 2022 hade Laval-en-Brie 394 invånare.

## Befolkningsutveckling
Antalet invånare i kommunen Laval-en-Brie
| Referens: INSEE |